# Que Estranho Chamar-se Federico
Que Estranho Chamar-se Federico (em italiano:  Che strano chiamarsi Federico) é um filme italiano do género drama biográfico, realizado por Ettore Scola, e escrito por Paola Scola e Silvia Scola. Foi apresentado no septuagésimo Festival de Veneza, na presença do Presidente da República Italiana Giorgio Napolitano que concedeu o prémio Jaeger-LeCoultre Glory to the Filmmaker ao realizador Ettore Scola. Estreou-se na Itália a 12 de setembro de 2013.
No Brasil, o filme teve sua estreia na Mostra Internacional de Cinema de São Paulo em 31 de outubro de 2013, e nos cinemas em 5 de junho de 2014. Em Portugal estreou-se a 2 de abril de 2015.

## Argumento
O filme, baseado nas recordações pessoais de Ettore Scola, mostra os primeiros anos da carreira do realizador Federico Fellini: sua chegada em Roma, seu início como cartunista na redacção de Marc'Aurelio (onde conheceu Scola), até a sua primeira escala no cinema como argumentista.

## Elenco
- Sergio Rubini como Madonnaro
- Vittorio Viviani como Narrador
- Tommaso Lazotti como Fellini (jovem)
- Giacomo Lazotti como Scola (jovem)
- Emiliano De Martino como Maccari
- Antonella Attili como Prostituta Wanda
- Fabio Morici como Mosca
- Andrea Salerno como Steno
- Sergio Pierattini como De Bellis
- Giovanni Candelari como Avô cego
- Carlo Luca De Ruggieri como De Torres
- Pietro Scola Di Mambro como Attalo
- Andrea Mautone como Metz
- Ernesto D'Argenio como Barbara
- Giulio Forges Davanzati como Scarpelli
- Michele Rosiello como Age
- Alberto Clemente como Enrico De Seta

## Reconhecimentos
| Ano  | Prémio                                                        | Categoria                             | Destinatários e nomeados | Resultado |
| ---- | ------------------------------------------------------------- | ------------------------------------- | ------------------------ | --------- |
| 2013 | La Primavera del Cinema Italiano                              | Prémio Federico II                    | Ettore Scola             | Venceu    |
| 2014 | Prémio David di Donatello                                     | Melhor Realização                     | Ettore Scola             | Indicado  |
| 2014 | Globo de Ouro                                                 | Melhor Fotografia                     | Luciano Tovoli           | Indicado  |
| 2014 | Sindicato Nacional dos Jornalistas Cinematográficos Italianos | Nastro d'Argento de Melhor Realizador | Ettore Scola             | Venceu    |